# 31e cérémonie des Kids' Choice Awards
La 31e cérémonie des Kids' Choice Awards a lieu le 24 mars 2018 au Forum à Inglewood en Californie.
En France, la cérémonie est retransmise le 25 mars 2018 sur Nickelodeon France et Nickelodeon Teen et sur MTV.

## Hôtes
- Daniella Monet
- John Cena

## Performances
- JoJo Siwa : Boomerang[1]
- N.E.R.D et Pharrell Williams : Lemon[2]

## Présentations
- Kristen Bell
- Lilimar
- Laurie Hernandez
- Channing Tatum
- Hailee Steinfeld
- Daniella Perkins
- Grant Gustin
- Yara Shahidi
- Owen Joyner
- Tom Holland
- Zendaya
- Storm Reid
- Nick Cannon
- Gregg Sulkin
- Chloe Bennet
- Chris Rock

## Nominations
Les nominations ont été annoncées le 26 février 2018. Contrairement aux années précédentes, lorsque les périodes de vote pour toutes les catégories étaient ouvertes au même moment, un genre était ouvert au vote par semaine, avec plusieurs fenêtres de vote pour la catégorie "exposition".

### Votes
Pour les catégories de films, le vote a été ouvert le 26 février, avec le vote sur les catégories musicales ouvertes le 5 mars, le vote télévisé débutant le 12 mars et diverses catégories commencées le 19 mars. D'autres catégories seront annoncées et ouvertes au vote rapide de la cérémonie.

### Films

#### Film préféré
- Jumanji : Bienvenue dans la jungle
  - La Belle et la Bête
  - The Greatest Showman
  - Les Gardiens de la Galaxie Vol. 2
  - Pitch Perfect 3
  - Spider-Man: Homecoming
  - Star Wars, épisode VIII : Les Derniers Jedi
  - Wonder Woman

#### Film d'animation préféré
- Coco
  - Capitaine Superslip
  - Cars 3
  - Moi, moche et méchant 3
  - Le Monde secret des Emojis
  - Ferdinand
  - Lego Batman, le film
  - Les Schtroumpfs et le Village perdu

#### Acteur de cinéma préféré
- Dwayne Johnson (Dr Smolder Bravestone / Spencer, Jumanji : Bienvenue dans la jungle)
  - Ben Affleck (Bruce Wayne/Batman, Justice League)
  - Will Ferrell (Brad, Very Bad Dads 2)
  - Kevin Hart (Moose Finbar, Jumanji : Bienvenue dans la jungle)
  - Chris Hemsworth (Thor, Thor : Ragnarok)
  - Chris Pratt (Peter Quill / Star-Lord, Les Gardiens de la Galaxie Vol. 2)

#### Actrice de cinéma préférée
- Zendaya (Michelle, Spider-Man: Homecoming & Anne Wheeler, The Greatest Showman)
  - Gal Gadot (Diana Prince/Wonder Woman, Wonder Woman & Justice League)
  - Anna Kendrick (Beca, Pitch Perfect 3)
  - Daisy Ridley (Rey, Star Wars, épisode VIII : Les Derniers Jedi)
  - Zoe Saldana (Gamora, Les Gardiens de la Galaxie Vol. 2)
  - Emma Watson (Belle, La Belle et la Bête)

### Musiques

#### Catégorie: groupe musical préféré
- The Chainsmokers
- Coldplay
- Fifth Harmony
- Imagine Dragons
- Maroon 5
- Twenty One Pilots

#### Catégorie: artiste masculin préféré
- Luis Fonsi
- DJ Khaled
- Kendrick Lamar
- Bruno Mars
- Shawn Mendes
- Ed Sheeran

#### Catégorie: artiste féminin préférée
- Beyoncé
- Selena Gomez
- Demi Lovato
- Katy Perry
- Pink
- Taylor Swift

#### Catégorie: chanson préférée
- Despacito (Remix) - Luis Fonsi et Daddy Yankee featuring Justin Bieber
- HUMBLE. - Kendrick Lamar
- I'm the One - DJ Khaled featuring Justin Bieber, Quavo, Chance the Rapper et Lil Wayne
- It Ain't Me - Kygo et Selena Gomez
- Look What You Made Me Do - Taylor Swift
- Shape of You - Ed Sheeran
- That's What I Like - Bruno Mars
- Thunder - Imagine Dragons

#### Catégorie: révélation préférée
- Camila Cabello
- Alessia Cara
- Cardi B
- Noah Cyrus
- Khalid
- Harry Styles

#### Catégorie: artiste mondial préféré
- Black Coffee
- BTS
- Zara Larsson
- Lorde
- Maluma
- Taylor Swift
- The Vamps

#### Catégorie: musique de dance préféré
- The Backpack Kid / Swish Swish - Russell Horning & Katy Perry, Saturday Night Live
- The Lemon Challenge - N.E.R.D & Pharrell Williams
- The Milly Rock - Jesse Lingard goal celebration
- The Rolex - Ayo & Teo
- The Shoot Dance - BlocBoy JB
- The Stir Fry - Migos

### Télévision

#### Catégorie: série télévisée préférée
- The Big Bang Theory
- Flash
- La Fête à la maison : 20 ans après
- Henry Danger
- Agent K.C.
- Power Rangers : Ninja Steel
- Stranger Things
- Les Thundermans
- Les Simpsons

#### Catégorie: série télévisée d'animation préférée
- Alvinnn!!! et les Chipmunks
- Bienvenue chez les Loud
- Bob l'éponge
- Teen Titans Go!
- Les tortues ninja

#### Catégorie: acteur masculin préféré
- Jack Griffo (Max Thunderman, Les Thunderman)
- Grant Gustin (Barry Allen / The Flash, Flash)
- Andrew Lincoln (Rick Grimes, The Walking Dead)
- Jace Norman (Henry Hart, Henry Danger)
- Jim Parsons (Sheldon Cooper, The Big Bang Theory)
- William Shewfelt (Brody Romero / Red Ranger, Power Rangers Ninja Steel)

#### Catégorie: actricepréférée
- Millie Bobby Brown (Onze / Jane, Stranger Things)
- Candace Cameron Bure (D.J. Tanner-Fuller, La Fête à la maison : 20 ans après)
- Kaley Cuoco (Penny, The Big Bang Theory)
- Lizzy Greene (Dawn Harper, Nicky, Ricky, Dicky & Dawn)
- Kira Kosarin (Phoebe Thunderman, Les Thunderman)
- Zendaya (K.C. Cooper, Agent K.C.)

### Divers

#### Catégorie: youtubeur préféré
- DanTDM
- Dude Perfect
- Liza Koshy
- Markiplier
- Miranda Sings
- Alex Wassabi

#### Catégorie: youtubeur musical préféré
- Ayo & Teo
- Jack & Jack
- Johnny Orlando
- Jacob Sartorius
- JoJo Siwa
- Why Don't We

#### Catégorie: jeu vidéo préféré
- Just Dance 2018 (Unlimited), Mario Party: The Top 100 & Mario Party: Star Rush
- Lego Marvel Super Heroes 2
- Mario Kart 8 Deluxe
- Minecraft: Java Edition
- Star Wars Battlefront II
- Super Mario Odyssey

#### Catégorie: animal préféré surInstagram
- itsdougthepug
- Jiffpom
- Juinperfoxx
- Nala_Cat
- Realdiddykong
- RealGrumpyCat